# Mozart II
Die Mozart II ist ein deutsches Fahrgastschiff.

## Geschichte
Das Schiff wurde 1967 unter der Baunummer N 26 auf der Lux-Werft in Mondorf gebaut. Bis 1982 trug es den Namen Bigge und war bei der Personenschiffahrt Biggesee im Einsatz. Günter Benja gibt für die Bigge im Jahr 1975 eine Länge von 32,55 Metern, eine Breite von 6,1 Metern und einen Tiefgang von 0,9 Metern an. Das Schiff durfte damals noch 400 Fahrgäste befördern und erreichte mit seinem 148-PS-Antrieb eine Geschwindigkeit von 20 km/h. Neben der Bigge gehörten damals noch drei weitere Lux-Bauten zu dem Unternehmen, die Olpe, die Sauerland und die Westfalen. Vom Biggesee kam das Schiff dann auf den Main und fuhr dort als Mozart II für die Veitshöchheimer Personenschifffahrt GmbH, die im Jahr 2000 außerdem noch zwei Schiffe betrieb, die auf der Schiffswerft Johann Hupp in Eibelstadt gebaut worden waren und Barbarossa und Fortuna hießen. Laut Dieter Schubert durfte die Mozart II auch im Jahr 2000 noch 400 Fahrgäste befördern. Er gibt die Länge des Schiffes mit 34 Metern, die Breite mit 6,4 Metern und den Tiefgang mit 1,3 Metern an, erwähnt aber keinen Umbau. Die Mozart II besaß zu Schuberts Zeit noch einen 320-PS-Antrieb. Die Mozart II wird mittlerweile (Stand: Mai 2022) nicht mehr auf der Homepage der Veitshöchheimer Personenschifffahrt geführt. Sie lag im Jahr 2021 in Miltenberg. Offenbar steht das Schiff mindestens seit 2015 zum Verkauf. Laut Verkaufsangebot darf das Schiff mittlerweile nur noch 300 Personen befördern.